# 西田エリ
西田 エリ（にしだ えり、1月4日 - ）は、日本の歌手。所属事務所はベストワンプロ。愛知県新城市出身。

## 来歴
中学生の頃から歌手志望で、プロダクションにスカウトで入る。
CM「マンナンライフ蒟蒻畑」「ユニチャーム」、その他テレビ、雑誌、Vシネマ等のタレント活動をする。
2005年
- デモテープがテレビ番組のエンディングテーマソングに決まる。
- 9月14日　メジャーデビューシングル 『BLUE 2』 をリリース。

2006年
- 4月26日　2ndシングル「Season memory/FIRST LOVE〜黄昏〜」をリリース。
- 5月7日　ラジオ日本でラジオ番組「西田エリのSeason memory」放送開始。

2007年
- 3月28日　イメージDVD「eri shedes 星の砂の島からの贈り物〜西田エリ in 竹富島」をリリース。
- 7月7日　写真集「凪風 西田エリ写真集」をリリース。

2008年
- 3月1日　ラジオ日本でラジオ番組「西田エリの君がいるから」(毎土5:00〜)放送開始。
- 3月5日　3rdシングル「桜蕾〜サクラ〜/君がいるから」をリリース。

2009年
- 6月3日　4thシングル「夢色/永遠〜天国の愛〜」をリリース。
- 12月25日　イメージDVD「恋の島〜Love Island」をリリース。

2010年
- 2月25日　イメージDVD「恋の詩〜Love poem」をリリース。
- 5月26日　イメージDVD「White Wing」をリリース。
- 7月5日　エフエム浦安でラジオ番組「西田エリのFancy drive」放送開始。
- 8月7日　Radio Magic NEXTでラジオ番組「西田エリの灰色のカラス」放送開始。
- 9月1日　1stアルバム「Eri's Collection」をリリース。

2011年
- 5月7日　まほろばステーションでラジオ番組「西田エリの灰色のカラスは最高さ」放送開始。
- 6月6日　エフエム浦安でラジオ番組「西田エリのハイカラくん」放送開始。
- 10月27日　ラジオ番組表2011年秋号(三才ムックvol.429)「第4回 読者が選んだ好きなDJランキング」で第13位にランクイン。インタビュー記事掲載。
- 11月20日　インターネットTVまほろばTVで「宇宙サミット」放送開始。

2012年
- 2月29日　絵本「灰色のからす」（作・絵　西田エリ）をリリース。
- 10月27日　ラジオ番組表2012年秋号(三才ムックvol.562)「第5回 読者が選んだ好きなDJランキング コミュニティ部門」で第4位にランクイン。

2013年
- 10月26日　ラジオ番組表2013年秋号(三才ムックvol.647)「第6回 読者が選んだ好きなDJランキング コミュニティ部門」で第3位にランクイン。

2014年
- 10月27日　ラジオ番組表2014年秋号(三才ムックvol.747)「第7回 読者が選んだ好きなDJランキング コミュニティ部門」で第3位にランクイン。

2015年
- 3月18日　5thシングル「灰色のカラス「a gray crow」」をリリース。
- 3月21日　映画「灰色の烏」（主演＆テーマソング）ヒューマントラストシネマ渋谷を皮切りに順次公開。
- 10月2日　映画「灰色の烏」DVD・Blu-ray版をリリース。
- 10月27日　ラジオ番組表2015年秋号(三才ムックvol.829)「第8回 読者が選んだ好きなDJランキング コミュニティ部門」で第2位にランクイン。
- 10月31日　新人監督映画祭に映画「灰色の烏」を出品。

他にも、CMソングやVシネマの主題歌を歌う。

## ディスコグラフィー

### シングル
1. BLUE 2（2005年9月14日、ZAIN RECORDS）
2. Season memory/FIRST LOVE〜黄昏〜（2006年4月26日、徳間ジャパン）
3. 桜蕾〜サクラ〜/君がいるから（2008年3月5日、ブルー・ミュージックエンタテインメント/ポニーキャニオン）
4. 夢色/永遠〜天国の愛〜（2009年6月3日、ブルー・ミュージックエンタテインメント/ポニーキャニオン）
5. 灰色のカラス「a gray crow」（2015年3月18日、ブルー・ミュージックエンタテインメント/ポニーキャニオン）

### アルバム
1. Eri's Collection（2010年9月1日、ブルー・ミュージックエンタテインメント/ポニーキャニオン）
  1. BLUE2
  2. 君がいるから
  3. 桜蕾〜サクラ〜
  4. Fancy drive
  5. Season memory
  6. こんな時には
  7. Morning Start
  8. 永遠〜天国の愛〜
  9. ハチミツ
  10. 夢色
  11. 恋人はUFO
  12. 灰色のカラス「a gray crow」

※タイトル表記は上記の通りであるが、1・2・5・9・10曲目はいずれも既発シングルとは別ver.となる。

### DVD
1. eri shedes 星の砂の島からの贈り物〜西田エリ in 竹富島（2007年3月28日、すきっぷ）
2. 恋の島〜Love Island（2009年12月25日、ラフィーネコレクション）
3. 恋の詩〜Love poem（2010年2月25日、ラフィーネコレクション）
4. White Wing（2010年5月26日、ラフィーネコレクション）

※「ラフィーネコレクション」はレーベル名、社名はジャパンタイムである。

### 書籍
1. 凪風 西田エリ写真集（2007年7月7日、ヒット出版社）
2. 灰色のからす（2012年2月29日、オークラ出版）

## タイアップ一覧
| BLUE 2                       | テレビ東京「サバドル」エンディングテーマ                                   |
| BLUE 2                       | テレビ金沢「じゃんけんぽん」2005年9月度エンディングテーマ                  |
| FIRST LOVE〜黄昏〜           | BSジャパン「GAME JOCKEY2」エンディングテーマ                               |
| Season memory                | 毎日放送「MMTV」エンディングテーマ                                         |
| Season memory                | Music Japan TV「ミュージックアイドルバトル」エンディングテーマ             |
| Season memory                | TVK「キッズナビゲーション」エンディングテーマ                              |
| 桜蕾〜サクラ〜               | テレビ東京「アリケン」2008年4月〜6月度エンディングテーマ                   |
| 桜蕾〜サクラ〜               | S269ch MUSIC JAPAN TV「ミュージックアイドルバトル」2008年6月度テーマソング |
| 君がいるから                 | BSジャパン「石田ism」エンディングテーマ                                    |
| 君がいるから                 | ラジオ日本「甲子園をめざして」2008年5月〜7月度エンディングテーマ           |
| 君がいるから                 | ラジオ日本「西田エリの君がいるから」テーマソング                           |
| 夢色                         | ラジオ日本「甲子園をめざして」2009年5月〜7月度エンディングテーマ           |
| 夢色                         | ラジオ日本「夢色日記」テーマソング                                         |
| 永遠〜天国の愛〜             | TBSテレビ「エンプラ」エンディングテーマ                                    |
| Fancy drive                  | エフエム浦安「西田エリのFancy drive」テーマソング                          |
| 灰色のカラス 「a gray crow」 | Radio Magic NEXT「西田エリの灰色のカラス」テーマソング                     |
| 灰色のカラス 「a gray crow」 | Music Bird Weekly Recommend 2011年3月14〜20日                              |
| 灰色のカラス 「a gray crow」 | まほろばステーション「西田エリの灰色のカラスは最高さ」テーマソング         |
| 灰色のカラス 「a gray crow」 | ラジオ日本「甲子園をめざして」2011年5月〜7月度エンディングテーマ           |
| 灰色のカラス 「a gray crow」 | エフエム浦安「西田エリのハイカラくん」テーマソング                         |
| 灰色のカラス 「a gray crow」 | テレビ東京「ピラメキーノ」エンディングテーマ                               |
| 灰色のカラス 「a gray crow」 | TOKYO FM BRAND-NEW SONG 2011年11月14日〜2012年1月5日                       |
| 灰色のカラス 「a gray crow」 | TOKYO FM BRAND-NEW SONG 2012年2月27日〜2012年3月16日                       |
| 灰色のカラス 「a gray crow」 | FMひたち ピックアップミュージック 2012年4月17日〜2012年4月20日             |
| 灰色のカラス 「a gray crow」 | ラジオ日本「甲子園をめざして」2012年5月〜7月度エンディングテーマ           |
| 「a gray crow」              | 映画「灰色の烏」テーマソング                                               |